# Zoomwijck
De Zoomwijck is een buurt (buurt 8) in het dorp Oud-Beijerland, gemeente Hoeksche Waard, in de Nederlandse provincie Zuid-Holland. De buurt heeft een oppervlakte van 80 ha, waarvan 1 ha water. De Zoomwijck wordt omringd door de Spuioeverwijk, Zinkweg, Centrum-Noord, de Zeeheldenwijk en de Zuidwijk. De buurt kent 2005 huishoudens, heeft 5190 inwoners (2013; 6613 inw/km²) en is daarmee qua inwoners en bevolkingsdichtheid de grootste buurt van Oud-Beijerland.
Wijk 00: De Bosschen · De Hoogerwerf · Centrum-Noord · Centrum-Zuid · Croonenburghwijk · Landelijk gebied · Oosterse Gorzenwijk (Gorzenhoek) · Poortwijk (Poortwijk I, II en III) · Spuioeverwijk · Zeeheldenwijk · Zinkweg · Zoomwijck · Zuidwijk